# Hodejov
Hodejov (in ungherese: Várgede, in tedesco: Großgeis) è un comune della Slovacchia facente parte del distretto di Rimavská Sobota, nella regione di Banská Bystrica.
Il villaggio compare per la prima volta, nelle fonti antiche, nel 1280 con il nome di Gede. All'epoca, era sede di un importante castello, appartenente ai conti Ratold, che qui insediarono numerosi coloni. Il feudo di Hodejov passò successivamente agli Ilsvai, ai Palóczi e agli Országh, Nel 1502 appartenne ai conti Kubínyi. Nel XVI secolo venne raso al suolo dai turchi che distrussero il castello.  Nel XVIII secolo, il villaggio tornò ai Kubínyi. Dal 1938 al 1944 venne annesso all'Ungheria.